# Mathieu Heijboer
Mathieu Heijboer (Dordrecht, 4 de febrero de 1982) es un exciclista profesional neerlandés.

## Biografía
Debutó como profesional en 2003. Después de haber pasado por las filas de los equipos de última división Löwik-Meubelen (2003) y Rabobank Continental (2004-2005) en 2006 pasó al equipo equipo UCI ProTour (máxima categoría) francés del Cofidis, Le Crédit par Téléphone. Decidió al finalizar la temporada 2008 retirarse del ciclismo debido a unos problemas persistentes que arrastraba en el pie derecho.

## Palmarés
2004
- 1 etapa del Circuit des Mines
- Tour de Mainfranken

2005
- 1 etapa de la Boucles de la Mayenne
- Chrono Champenois

## Resultados en Grandes Vueltas
| Carrera | Carrera         | 2003 | 2004 | 2005 | 2006 | 2007 | 2008 |
| ------- | --------------- | ---- | ---- | ---- | ---- | ---- | ---- |
|         | Giro de Italia  | —    | —    | —    | —    | Ab.  | —    |
|         | Tour de Francia | —    | —    | —    | —    | —    | —    |
|         | Vuelta a España | —    | —    | —    | —    | —    | —    |

—: no participa

Ab.: abandono

## Equipos
- Löwik-Meubelen (2003)
- Rabobank GS3/Rabobank Continental (2004-2005)
- Cofidis, Le Crédit par Téléphone (2006-2008)